# Alargento
El alargento es un mineral antimoniuro, de la clase de los minerales sulfuros. Fue descubierta en 1950 en una mina de Cobalt, en Ontario (Canadá), siendo nombrado así del griego allos (otro) y del latín argentum (plata), por su composición.

## Características químicas
Es un antimoniuro anhidro de plata, o lo que es lo mismo una aleacíón del metaloide antimonio con plata, con cantidades variables de ambos entre ciertos límites.
Además de los elementos de su fórmula, suele llevar como impurezas: mercurio, níquel y arsénico.

## Formación y yacimientos
Se encuentra en los yacimientos de antimonio-plata de alto grado.
Suele encontrarse asociado a otros minerales como: plata conteniendo antimonio y mercurio, discrasita, breithauptita, domeykita, kutinaíta o estefanita.

## Usos
Puede ser extraída de las minas mezclada con otros minerales de plata como mena de este valioso metal.